# 金枣宝螺
金枣宝螺（学名：Lyncina ventriculus），又名金枣宝贝，是玉黍螺目宝螺科的一种海洋腹足綱軟體動物。舊屬宝螺属，今屬林西那贝属。

## 型態描述
這些不常見的貝殼的外殼平均長度為45—50（1.8—2.0英寸），最小尺寸為32（1.3英寸），最大尺寸為75（3.0英寸）。
這些平滑而帶有光澤的貝殼通常呈橢圓形；背面通常為紅棕色或棗紅色，有四條深棕色橫帶；兩側呈巧克力棕色，但接近黑色，有幾條垂直細線。金枣宝螺的腹面可以是灰色、白色、淡粉色或淺棕色。壳口長而窄，兩唇有细齿排列。
|  |  |  |

## 分佈
本物種分佈於東印度洋的馬來西亞及印尼、澳大利亞的科科斯（基林）群島和圣诞岛，
西太平洋南中國海周邊的台灣、菲律宾（包括呂宋島和薩馬島）、台湾、印尼、關島，還有中太平洋的美拉尼西亚、所罗门群岛、密克罗尼西亚群岛、新喀里多尼亞玻里尼西亞東部、大溪地及夏威夷。

## 棲息地
常栖息在浅海，特別是熱帶海域的潮間帶及潮下帶，還有大陸棚的珊瑚礁或水深不超過30米的海底。
以海藻为食。

## 外部連結
- 維基物種上的相關：金枣宝螺
- Biolib （页面存档备份，存于）
- Lyncina ventriculus （页面存档备份，存于）
- Clade （页面存档备份，存于）